# José Ángel Córdova
José Ángel Córdova Villalobos (Guanajuato, 19 augustus 1953) is een Mexicaans medicus en politicus van de Nationale Actiepartij (PAN). Sinds 2006 is hij minister van gezondheid.
Córdova Villalobos studeerde publieke administratie en chirurgie aan de Universiteit van Guanajuato. Córdova Villalobos was voorzitter van de kiescommissie in de staat Guanajuato en zat van 2003 tot 2006 in de Kamer van Afgevaardigden. Op 1 december 2006 werd hij door president Felipe Calderón tot minister benoemd.
Córdova staat bekend als conservatief. Tijdens zijn periode als afgevaardigde verzette hij zich tegen het voorstel van toenmalig minister van gezondheid Julio Frenk om de morning-afterpil in overheidsklinieken te verstrekken, en beargumenteerde dat deze pil een verkapte vorm van abortus is. Als minister verklaarde hij dat het trouw blijven aan een partner de enige oplossing is tegen aids, veroordeelde hij voorbehoedsmiddelen, gaf hij te kennen dat seksuele voorlichting niet meer op scholen onderwezen moest worden en betoogde hij dat artikelen die homoseksuelen tegen discriminatie moeten beschermen homoseksualiteit promoten. Nadat hierover controverse ontstond ontkende het ministerie dat Córdova deze uitspraken had gedaan.